# Lanzac
 Lanzac  es una comuna y población de Francia, en la región de Mediodía-Pirineos, departamento de Lot, en el distrito de Gourdon y cantón de Souillac. Está integrada en la Communauté de communes du Pays de Souillac.

## Demografía
| 338 | 335 | 345 | 449 | 505 | 484 |
| Para los censos de 1962 a 1999 la población legal corresponde a la población sin duplicidades (Fuente: INSEE [Consultar]) |     |     |     |     |     |